# Dusona nigrina
Dusona nigrina är en stekelart som beskrevs av Horstmann 2004. Dusona nigrina ingår i släktet Dusona och familjen brokparasitsteklar. Inga underarter finns listade i Catalogue of Life.